# Redigobius
Redigobius es un género de peces de la familia Gobiidae y de la orden de los Perciformes.

## Especies
- Redigobius amblyrhynchus (Bleeker, 1878)
- Redigobius balteatops (Smith, 1959)
- Redigobius balteatus (Herre, 1935)
- Redigobius bikolanus (Herre, 1927)
- Redigobius chrysosoma (Bleeker, 1875)
- Redigobius dewaali (Weber, 1897)
- Redigobius dispar (Peters, 1868)
- Redigobius fotuno Kobayashi, Sumarto, Mokodongan, Lawelle, Masengi & Yamahira, 2024[2]
- Redigobius isognathus (Bleeker, 1878)
- Redigobius leptochilus (Bleeker, 1875)
- Redigobius leveri (Fowler, 1943)
- Redigobius macrostoma (Günther, 1861)
- Redigobius penango (Popta, 1922)
- Redigobius roemeri (Weber, 1911)
- Redigobius sapangus (Herre, 1927)
- Redigobius tambujon (Bleeker, 1854)